# Нунаціавут
Нунаціавут (англ. Nunatsiavut) — автономна територія інуїтів у канадській провінції Ньюфаундленд і Лабрадор.
Площа — 72 520 км². На сході — півострів Унгава. Клімат суворий. Нунавік покривають тундри, на крайньому півдні — тайга.
Чисельність населення складає 2 160 чол. (станом на 2006 рік), швидко росте за рахунок високого природного приросту корінних жителів — інуїтів (ескімосів), які становлять понад 90 % населення. Їх рідна мова — нунавімміутітут.
Столиця — Гоупдейл і Нейн — Nain or Naina (Inuit: Nunajnguk).
Офіційні мови — нунавімміутітут (рідна для 90 % населення) і англійська. Нунавік має свій уряд — Катівік.